# One-X
Albums de Three Days Grace
Three Days Grace
(2003) Life Starts Now
(2009)
Singles
1. Animal I Have Become
Sortie : 10 avril 2006
2. Pain
Sortie : 19 septembre 2006
3. Never Too Late
Sortie : 7 mai 2007
4. Riot
Sortie : 6 novembre 2007

One-X est le deuxième album du groupe Three Days Grace sorti le 13 juin 2006.

## Liste des pistes
| No  | Titre                | Durée |
| --- | -------------------- | ----- |
| 1.  | It's All Over        | 4:09  |
| 2.  | Pain                 | 3:23  |
| 3.  | Animal I Have Become | 3:51  |
| 4.  | Never Too Late       | 3:29  |
| 5.  | On My Own            | 3:05  |
| 6.  | Riot                 | 3:27  |
| 7.  | Get Out Alive        | 4:22  |
| 8.  | Let It Die           | 3:09  |
| 9.  | Over and Over        | 3:11  |
| 10. | Time of Dying        | 3:08  |
| 11. | Gone Forever         | 3:41  |
| 12. | One-X                | 4:46  |

| 13. | Running Away                                     | 4:01 |
| 14. | Animal I Have Become (stripped acoustic version) | 3:44 |
| 15. | I Hate Everything About You (acoustic version)   | 3:53 |
| 16. | Behind the Band                                  | 9:54 |
| 17. | Animal I Have Become (version vidéo)             | 3:50 |
| 18. | Pain (version vidéo)                             | 3:37 |
| 19. | Never Too Late (version vidéo)                   | 3:30 |

## Autour de l'album
- La chanson Pain est jouée dans l'épisode 09 de la saison 02 de la série Ghost Whisperer.
- Les chansons Animal I Have Become et Riot sont utilisées dans le jeu Smackdown VS Raw 2007.
- La chanson Animal I Have Become a aussi été utilisée par LinksTheSun pour le générique de son émission, Le Point Culture.